# Шабаново (Ленінськ-Кузнецький округ)
Шаба́ново (рос. Шабаново) — село у складі Ленінськ-Кузнецького округу Кемеровської області, Росія.

## Населення
Населення — 1421 особа (2010; 1509 у 2002).
Національний склад (станом на 2002 рік):
- росіяни — 92 %